# Кармила (Квинсленд)
Кармила (англ. Carmila) — небольшой город, находящийся в районе Айзак, восточный Квинсленд, Австралия. Население — 398 человек (2011).

## География
Кармила находится в 10 км от побережья Кораллового моря в восточной части Квинсленда. Расстояние до Моранбы (центр района) составляет 210 км.

## Демография
По данным переписи 2011 года, население Кармилы составило 398 человек. Из них 221 (55.5 %) были мужчины, а 177 (44.5) — женщины. Средний возраст населения составил 44 года. 77,8 % жителей Кармилы родились в Австралии. Остальные родились в Новой Зеландии (2,7 %), Великобритании (1,5 %), Канаде (1,0 %), Фиджи (1,0 %) и Германии (1,0 %).